# 김혜연 (VJ)
김혜연(1975년 4월 14일 ~ )은 대한민국의 VJ이자 방송인이다.

## 학력
- 숙명여자대학교 불어불문학과 학사

## 출연 작품

### 방송진행
- 1997년 12월 : KMTV - 생방송 퀵서비스
- 1999년 : MBC - 생방송 음악캠프
- 1999년 6월 7일 ~ 2001년 4월 23일 : MBC - 뽀뽀뽀 - 제17대 뽀미언니 역